# Puppy Linux
A Puppy Linux egy nagyon kis méretű LiveCD Linux-disztribúció, melynek fő célja a könnyű használhatóság. Amennyiben egy gép minimum 128 vagy 256 MB RAM-mal működik, disztribúciótól függően az egész operációs rendszer, valamint a rajta futtatott programok a RAM memóriából futhatnak, ezzel lehetővé téve, hogy azt az eszközt eltávolítsuk, amelyről betöltöttük (bootoltuk) a rendszert.
A Puppy Linux módosított változatait pupleteknek vagy puppleteknek is nevezik.
Ezek a változatok igen eltérőek lehetnek mind méretben, mind a tartalmazott szoftvereket illetően.
Egy 56 MB-os puplet egy 166 MHz-es, 48 MB RAM-mal ellátott gépen igen jó sebességet produkálhat napjainkban.
A SeaMonkey, AbiWord, Gnumeric, és Gxine/xine alkalmazások a rendszer részei. Ezt a disztribúciót Barry Kauler és a disztribúció köré formálódott közösség fejleszti. A Puppy független, azaz nem származtatott Linux disztribúció (tehát nem Debian, Fedora, SuSE stb. alapú).
A legutóbbi kiadása: 9.5 (FossaPup)

## Szolgáltatások
A Puppy Linux egy teljes értékű rendszer, mely magában foglal számos alkalmazást, mely egy átlag felhasználó igényeit kielégíti. Azonban rendkívül kicsi mérete, és a tény, hogy sok fajta eszközről futtatható, alkalmassá teszik arra, hogy mentő-rendszer, bemutató-rendszer legyen, vagy hogy régi gépeken is fusson.
A rendszer a következő eszközökről futtatható:
- Live USB, beleértve az USB flash drive-ot, vagy más bootolható adathordozót (USB) (flash-Puppy)
- Live CD, hat választható Puppy Linuxszal (live-Puppy)
- Zip drive vagy LS-120/240 SuperDisk (zippy-Puppy)
- Külső merevlemez (hard-Puppy)
- Számítógép hálózat (thin-Puppy)
- Emulátor (emulated-puppy)
- Floppy rendszerindító lemez, mely a rendszer többi részét betölti USB-ről, CD-ROM-ról vagy külső merevlemezről

A Puppy Linux tartalmaz egy beépített eszközt, melynek segítségével bootolható USB lemez, új Puppy CD, vagy éppen a felhasználó által módosított (más alkalmazások, csomagokat tesz bele) Puppy live CD készíthető
Egyik sajátossága, mely megkülönbözteti a többi Linux disztribúciótól az, hogy egyszer írható CD-n is lehet dolgozni vele. A rendszer automatikusan észleli a fájlrendszerben bekövetkezett változásokat, és lementi őket olyan módon, hogy hozzáadja a CD-hez. Amikor a CD megtelik, a felhasználó betesz egy új CD-t, amire az adott munkamenet, és a rendszer is kiíródik. Habár más disztribúciók is használnak live CD-t, de adatokat és alkalmazásokat nem adhatunk hozzá.

## GUI

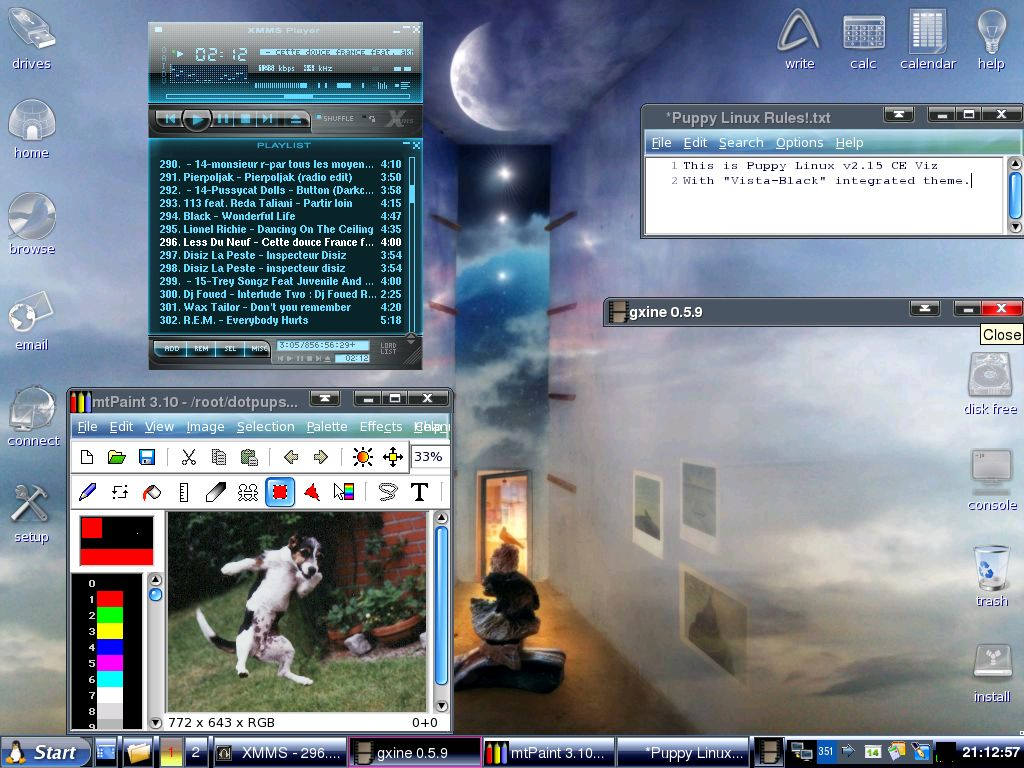
Puppy Linux 2.15 CE viz különböző témákkal kombinálva, alapértelmezetten az IceWM ablakkezelőt használja. Közben az XMMS, mtPaint, gxine és egy megnyitott szöveges fájl fut.

A Puppy két választható grafikus szervert kínál: X.org (teljes-szolgáltatás) és a Xvesa (pehelykönnyű). Egy beállítás varázsló segít a felhasználónak a videokártyájának és monitorjának megfelelő grafikus szerver kiválasztásában. A beállítások elvégzése után a felhasználót egy asztal és egy ablakkezelő fogadja. A legtöbb Puppy-ban az alapértelmezett ablakkezelő a JWM.
A Puppy Petget nevezetű csomagkezelőjén keresztül elérhetőek az IceWM, Fluxbox és Enlightenment ablakkezelők. Egyes módosított, származtatott Puppy Linuxok más alapértelmezett ablakkezelőt használnak.
Amikor az operációs rendszer betölt, minden a RAM területbe töltődik be. A számítógépnek éppen ezért minimum 128 MB-nak rendelkeznie kell ahhoz, hogy a rendszer betöltődhessen a RAM-ba. Ennek ellenére 48 MB RAM-on is működtethető, hiszen a rendszer egyes részei ebben az esetben futtathatók a merevlemezen, vagy ha nagyon muszáj, akkor a CD-ről.
A Puppy tulajdonképpen egy teljes értékű rendszer, főként ha azt is figyelembe vesszük, hogy teljes mértékben a virtuális fájlrendszeren (ramdisk) működik. Az alkalmazások próbálják lefedni az általános igényeket. Mivel a disztribúció egyik fő célja a könnyű használhatóság, számos varázsló segíti a felhasználót.

## Csomagkezelés

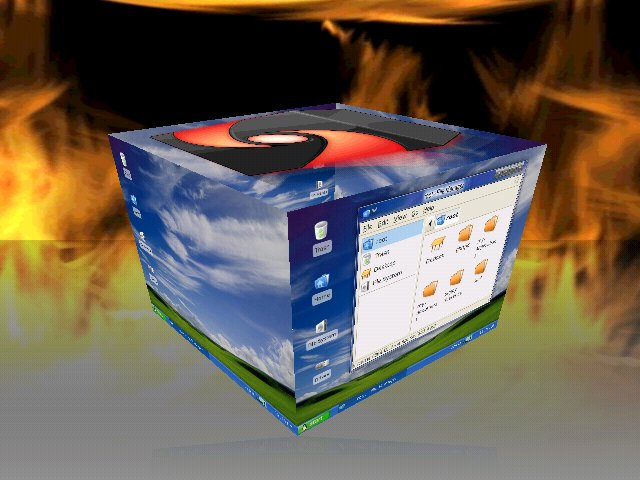
wNOP v0.2 egy EeePC-n: Puppy 3.01 & Compiz-Fusion

A Puppy Linux csomagkezelője a PetGet névre hallgat. A régebbi verziókban a DotPup csomagkezelő dolgozott, de ez kompatibilis.
A Puppy Unleashed alkalmazás segítségével egyedi live CD készíthető. Több mint 500 csomag található benne, melyet a felhasználó ízlésének megfelelően összeválogathat.
A Puppy tartalmaz egy alkalmazást, mellyel pillanatkép készíthető a rendszerről, és azt kiírja egy live-CD-re.

## Verziótörténet
| Verzió    | Megjelenés dátuma |
| --------- | ----------------- |
| Puppy 1   | 2005-03-29        |
| Puppy 2   | 2006-06-01        |
| Puppy 3   | 2007-10-02        |
| Puppy 4   | 2008-05-05        |
| Puppy 5   | 2010-05-15        |
| Puppy 6   | 2014-10-26        |
| Puppy 7.5 | 2017-12-04        |
| Puppy 8   | 2019-03-24        |
| Puppy 9.5 | 2020-09-21        |

A Puppy 1 sorozat kényelmesen elfut nagyon régi gépeken is, mint például 32MB RAM Pentium számítógépeken. Újabb gépeken az USB keydrive verzió jobb megoldás (ha BIOS nem támogatja az USB eszközről való bootolást, egy Puppy rendszerindító floppylemez segít). 
A Puppy 2.14 (86.5 MB) a Mozilla alapú SeaMonkey-t használja böngészőnek, és e-mail kliensnek. A rendszer többféle méretben is megjelenik:
- Az alap változat az AbiWord programot használja szövegszerkesztésre, így 68 MB; a live CD ISO fájl Mozilla Firefox böngészővel 52.4 MB; a teljes Mozilla Alkalmazáscsomaggal 55.3 MB; Opera böngészővel 49.6 MB
- A 96.1 MB "Chubby Puppy" tartalmazza az OpenOffice.org irodai alkalmazáscsomagot is
- A 39.9 MB "BareBones Puppy" verzió nem tartalmaz grafikus felületet,
- a 83 MB "zdrv" alap változat több kernel meghajtót és firemware-t

A Puppy 3 Slackware 12 kompatibilitást tartalmaz. Ez annak köszönhető, hogy minden Slackware csomaghoz szükséges függőség telepítve van. Ez azonban nem jelenti, hogy a Puppy Slackware alapú lenne.
A Puppy 4 már nem tartalmazza a natív Slackware 12 kompatibilitást, éppen azért, hogy kisebb méretű legyen, mint a 3-as verzió. Ennek pótlására egy opcionális "kompatibilis csomagok" csomag kollekciót hoztak létre, mely ismét kompatibilitást nyújt.
A Puppy 4.1.2 Barry Kauler utolsó munkája ezen a projekten. A 4.2 verzió az első Barry Kauler nélkül megjelent verzió. Ez tartalmaz változásokat a felhasználói megjelenésben, csomagokat frissítettek, lefordították több nyelvre, új szoftverek kaptak helyet, és tovább optimalizálták, miközben még mindig 100 MB alatt tartják az ISO fájl méretét.
Kauler jelenleg egy Woof nevű projekten dolgozik, melynek célja, hogy összeszerkesszen egy Puppy Linux disztribúciót más Linux disztribúciók csomagjaiból.

## Külső hivatkozások
- A Magyar Közösség honlapja
- Official website
- Community website
- Official (?) Forum
- Puppy Linux Review
- Getting to know Puppy Linux
- An In-Depth Look at Puppy Linux
- One year with Puppy Linux – DistroWatch Featured Story
- Running Puppy Linux inside Mac OS X, – A tutorial on running Puppy Linux using Q to emulate it, before transferring it to a 256MB+ USB memory stick.
- ReviewLinux.Com: Puppy Meet My USB Key